# Avenue de Roodebeek
Pour les articles homonymes, voir Roodebeek.
L'avenue de Roodebeek (en néerlandais : Roodebeeklaan) est une avenue bruxelloise de la commune de Schaerbeek qui va de la place de Jamblinne de Meux à l'avenue de Mars et est prolongée par la chaussée de Roodebeek sur la commune de Woluwe-Saint-Lambert.
Elle passe par la rue Victor Hugo, la cité ouvrière de Linthout, le boulevard Auguste Reyers et la rue Knapen en longeant le début de l'autoroute E40 en direction de Liège.
La numérotation des habitations va de 1 à 301 pour le côté impair, et de 2 à 288 pour le côté pair.
Son nom fait référence au ruisseau qui se jetait dans la Woluwe en serpentant à travers Woluwe-Saint-Lambert.

## Adresses notables
- no 17 : Colruyt
- no 46 :  Poulard’s house
- no 49 : Plaque commémorative Philippe Baucq
- no 59 : Athénée communal Fernand Blum, bâtiment classé par arrêté royal le 25 septembre 2008
- no 59 : Yama Tsuki Karaté
- nos 66-68 : Commissariat no 3 de la zone de police Polbruno
- nos 70-74 : Hôtel de Ventes Horta
- no 103 : École communale no 13 Gaston Williot
- no 111 : Bibliothèque communale « Thomas Owen » - Immeuble du Foyer Schaerbeekois
- no 139 : Maison de l'artiste schaerbeekois Emeric (peintre et sculpteur)
- no 143 : Épicerie BIO LOGIC
- no 253 : École libre du Divin Sauveur
- no 267 : Église du Divin Sauveur